# Inferenza
In logica l'inferenza (dal latino inferre, letteralmente portare dentro) è il processo (induttivo o deduttivo, etc.) attraverso il quale una proposizione viene derivata dalle premesse (vale a dire: la sua   verità o falsità viene derivata dalla verità o dalla falsità delle premesse). Spesso in un'inferenza deduttiva delle proposizioni vengono assunte come vere e, in base al loro contenuto, è derivata la verità di un'altra, passando dalle prime all'ultima secondo opportune regole di inferenza.
Inferire è quindi trarre una conclusione come ad esempio accade nel sillogismo. Inferire X significa concludere che X è vero (o falso); un'inferenza è la conclusione tratta da un insieme di fatti o circostanze. Gran parte dello studio della logica esplora la validità o non validità di inferenze e implicazioni.
Esiste una sottile differenza tra implicare e inferire: il primo sottende in maniera tacita una conseguenza, il secondo vi perviene esplicitamente. Se si asserisce che "tutti gli uomini sono mortali" e che "Socrate è un uomo", si implica che Socrate è mortale, ma un lettore attento a questa implicazione può esplicitarla come afferenza, esprimendo concretamente ciò che prima risultava solo un pensiero implicito, così aggiungendo alle prime due proposizioni una terza afferente e concludente: "quindi Socrate è mortale".
(Guglielmo da Baskerville in: Umberto Eco, Il nome della rosa, p. 139)
In linguistica si parla di "formulazione di inferenze", con riferimento allo schema di Roman Jakobson, intesa come sistema di segni utili alla comunicazione. Si tratta di un procedimento che non prevede nessun emittente volontario ma solo la presenza di un oggetto che viene interpretato come messaggio. Un esempio (a carattere deduttivo) è il seguente: 
- oggetto: "case dai tetti spioventi" → messaggio interpretato: "qui nevica spesso".